# I Due Corsari (EP)
I Due Corsari è un EP pubblicato dalla Dischi Ricordi nel 1960.
Tutte le canzoni erano già state pubblicate su 45 giri.

## Tracce
L'anno indicato è quello di pubblicazione del singolo originale.
Lato A
1. 24 ore (testo: Giorgio Calabrese – musica: Gian Franco Reverberi) – 1959
2. Birra (testo: Franco Franchi – musica: Gian Franco Reverberi) – 1959

Lato B
1. Zitto prego (Giorgio Gaber, Enzo Jannacci) – 1959
2. Teddy girl (testo: Luciano Beretta – musica: Ezio Leoni) – 1960

## Formazione
Gruppo
- Enzo Jannacci - voce
- Giorgio Gaber - voce

Altri musicisti
- I Cavalieri - tutti gli strumenti (lato A)
- Rolling Crew - tutti gli strumenti (lato B)